# Gujarat
Gujarat (Gujarati ગુજરાત Gujarāt; [guʤəˈrɑːt] ⓘ) ist ein indischer Bundesstaat mit einer Fläche von 196.024 km² und 60,4 Millionen Einwohnern (Volkszählung 2011). Hauptstadt des Staates ist Gandhinagar, die wirtschaftlich bedeutendste Stadt ist Ahmedabad.

## Geografie

### Lage
Gujarat grenzt an die indischen Bundesstaaten Rajasthan (Norden), Madhya Pradesh (Osten) und Maharashtra (Südosten) sowie an die pakistanische Provinz Sindh im Nordwesten und das Arabische Meer im Süden. Drei der vier Gebiete des Unionsterritoriums Dadra und Nagar Haveli und Daman und Diu werden von Gujarat vollständig umschlossen. Das vierte dieser Gebiete liegt zwischen Gujarat und Maharashtra.

### Küsten, Berge und Flüsse
Gujarat besitzt eine Küstenlänge von ungefähr 1600 Kilometer, mehr als alle anderen indischen Bundesstaaten. Die Küste umfasst unter anderem den Golf von Kachchh und den Golf von Khambhat, welche die Halbinsel Kathiawar begrenzen. Eine bemerkenswerte Salzmarschlandschaft bildet der Rann von Kachchh an der pakistanischen Grenze. Obwohl andere bekannte Gebirgsketten Nordindiens (Aravalli-, Vindhya- und Satpura-Gebirge) noch mit einem Zipfel in Gujarat liegen, ist der höchste Bergstock Gujarats der Girnar (1117 Meter). Wichtigster Fluss Gujarats ist der im südlichen Aravalli-Gebirge entspringende und durch die Millionenstadt Ahmedabad fließende Sabarmati, aber auch die aus Zentralindien kommenden Flüsse Mahi, Narmada und Tapti münden in den Golf vom Khambhat.

### Tier- und Pflanzenwelt
Gujarat ist der letzte natürliche Lebensraum für Löwen außerhalb Afrikas (Asiatischer Löwe Panthera leo persica). Zählungen im Jahre 2005 ergaben, dass die kleine Population an Löwen im Gir-Nationalpark wieder gewachsen ist, eine Auswirkung der Bemühungen der Regierung für einen Schutz gegen Wilderer.

### Größte Städte

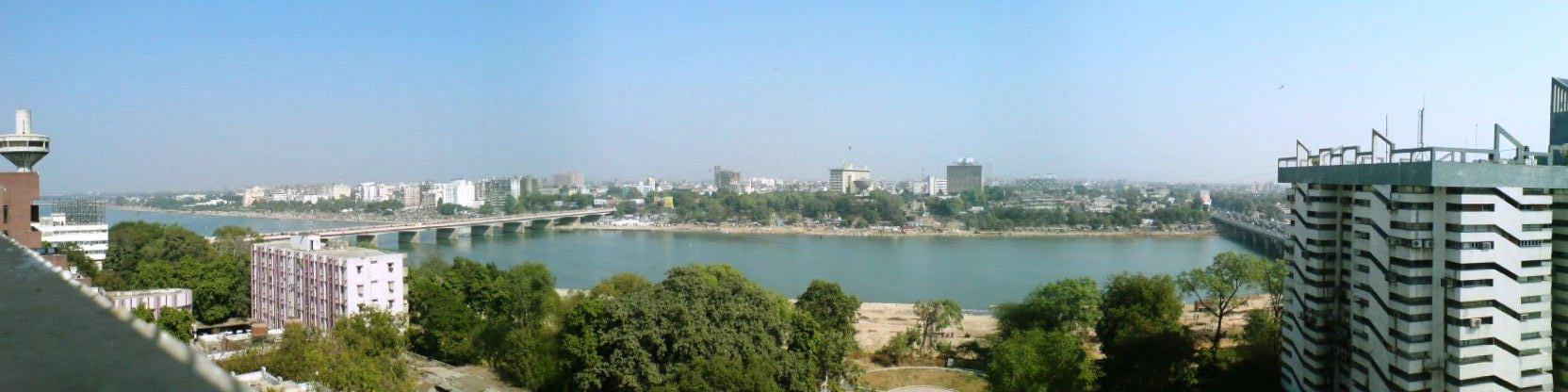
Ahmedabad und Sabarmati-River

(Stand: Volkszählung 2011)
|   | Stadt     | Einwohner |    | Stadt                 | Einwohner |
| - | --------- | --------- | -- | --------------------- | --------- |
| 1 | Ahmedabad | 5.570.585 | 8  | Gandhidham            | 248.705   |
| 2 | Surat     | 4.462.002 | 9  | Nadiad                | 218.150   |
| 3 | Vadodara  | 1.666.703 | 10 | Gandhinagar           | 208.299   |
| 4 | Rajkot    | 1.286.995 | 11 | Anand                 | 197.351   |
| 5 | Bhavnagar | 593.768   | 12 | Morbi                 | 188.278   |
| 6 | Jamnagar  | 529.308   | 13 | Mehsana               | 184.133   |
| 7 | Junagadh  | 320.250   | 14 | Surendranagar Dudhrej | 177.827   |

## Bevölkerung

### Demografie

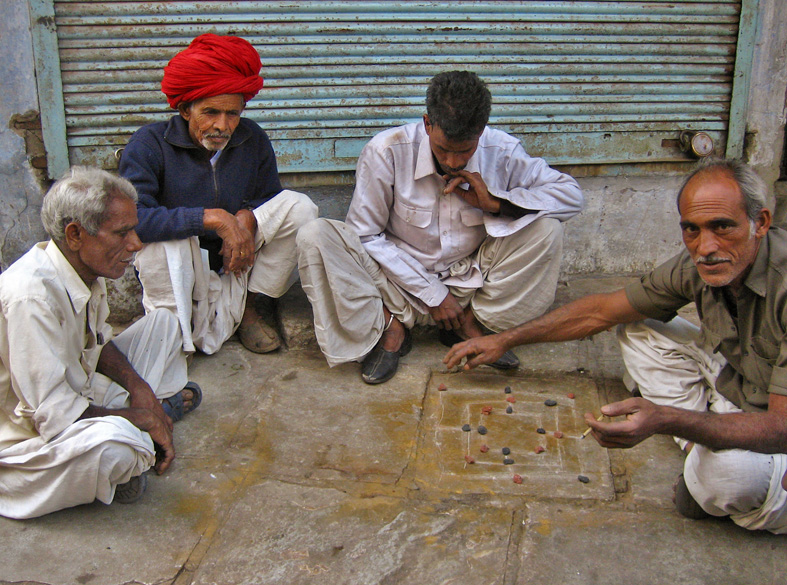
Männer beim Brettspiel auf einem Bürgersteig in Ahmedabad

Laut der indischen Volkszählung 2011 hat Gujarat 60.383.628 Einwohner. Damit ist Gujarat gemessen an der Einwohnerzahl der neuntgrößte Bundesstaat Indiens. Die Bevölkerungsdichte beträgt 308 Einwohner pro Quadratkilometer und ist damit niedriger als der Durchschnitt Indiens (382 Einwohner pro Quadratkilometer). Die Einwohnerzahl Gujarats ist stark ansteigend: Zwischen 2001 und 2011 nahm sie um 19,2 Prozent zu. Damit liegt die Wachstumsrate über dem Landesdurchschnitt von 17,6 Prozent im Vergleichszeitraum. 42,6 Prozent der Einwohner Gujarats leben in Städten. Der Urbanisierungsgrad ist damit deutlich höher als der Landesdurchschnitt von 31,2 Prozent.
79,3 Prozent der Einwohner Gujarats können lesen und schreiben (Männer 87,2 Prozent, Frauen 70,7 Prozent). Die Alphabetisierungsrate liegt damit über dem Landesdurchschnitt von 74,0 Prozent (Stand jeweils Volkszählung 2011).

#### Minderheiten
Die Einwohner Gujarats bezeichnen sich als Gujarati. Eine Minderheit unter der Bevölkerung des Bundesstaates stellen die Adivasi (Angehörige der indigenen Stammesbevölkerung). Die indische Volkszählung 2001 klassifiziert 14,8 Prozent der Einwohner Gujarats als Angehörige der Stammesbevölkerung (scheduled tribes). Die größte Gruppe stellen dabei die Bhil, die fast die Hälfte der Adivasi-Bevölkerung Gujarats ausmachen. Der Rest verteilt sich auf eine Reihe kleinerer Stämme. Die Adivasi konzentrieren sich vor allem auf die Berggegenden im Osten Gujarats. In den Distrikten Dang, Narmada, Dahod und Valsad stellen sie die Bevölkerungsmehrheit.

#### Bevölkerungsentwicklung
Zensusbevölkerung von Gujarat seit der ersten indischen Volkszählung im Jahr 1951.
| Zensusjahr | Einwohnerzahl |
| ---------- | ------------- |
| 1951       | 16.263.700    |
| 1961       | 20.633.305    |
| 1971       | 26.697.488    |
| 1981       | 34.085.800    |
| 1991       | 41.309.580    |
| 2001       | 50.597.200    |
| 2011       | 60.383.628    |

#### Mädchentötungen und geschlechtsspezifische Abtreibungen
Gujarat galt und gilt neben dem indischen und dem pakistanischen Punjab und Haryana als eine Hochburg der Mädchentötungen (weiblicher Infantizid) und selektiver Abtreibungen. Schon 1817 wurde von der britischen Kolonialverwaltung berichtet, dass im verzweigten Clan der Maharadschas der Jadega-Rajputen häufig nur männliche Nachkommen überlebten. Die Gründe dafür waren rein ökonomischer Art: Es ging reichen Landeigentümern vor allem darum, die Aufsplitterung des Landbesitzes zu verhindern. Die Tötungen betrafen vor allem legitime Kinder, nicht die von Konkubinen, da diese nicht erbberechtigt waren. Heute häufen sich Todesfälle von Mädchen im ersten Lebensjahr in den Städten. Sie verhalten sich etwa wie 3:2 zu den Todesfällen von Jungen; damit ist heute das ungleiche Verhältnis in den Städten sogar deutlich stärker ausgeprägt als auf dem Land, was zeigt, dass die Problematik trotz relativen Reichtums der Provinz und anhaltendem Modernisierungsprozess immer noch besteht.

### Sprachen
Die Hauptsprache Gujarats ist das Gujarati, nach dessen Sprachgrenzen der Bundesstaat 1960 gebildet wurde. Es gehört zur Gruppe der indoarischen Sprachen und wird in einer eigenen Schrift, der Gujarati-Schrift, geschrieben. Nach der Volkszählung 2001 wird Gujarati von 84,5 Prozent der Einwohner Gujarats als Muttersprache gesprochen. 4,8 Prozent der Bevölkerung sprechen Bhili, die Sprache des Adivasi-Volks der Bhil. Vor allem unter Einwanderern aus anderen Landesteilen ist Hindi, die meistgesprochene Sprache Indiens, verbreitet, seine Sprecher machen 4,7 Prozent der Bevölkerung aus. 1,9 Prozent der Einwohner Gujarats werden als Sindhi-Muttersprachler verzeichnet, hierunter fallen auch die Sprecher des in der Kachchh-Region verbreiteten Kachchhi-Dialekts. Marathi, die Sprache des Nachbarbundesstaates Maharashtra, wird von 1,5 Prozent der Bevölkerung gesprochen. Unter den Muslimen Gujarats ist teilweise Urdu verbreitet, dessen Sprecher 1,2 Prozent der Bevölkerung ausmachen.
Alleinige Amtssprache Gujarats ist das Gujarati. Englisch ist wie in ganz Indien als Verkehrs- und Bildungssprache präsent.

### Religionen
Die große Mehrheit der Einwohner Gujarats sind Hindus. Nach der Volkszählung 2011 stellen sie 89 Prozent der Bevölkerung. Die größte Minderheit sind die Muslime mit knapp 10 Prozent der Bevölkerung. Kleinere Minderheiten stellen Jainas mit 1,0 Prozent und Christen mit 0,5 Prozent. Eine numerisch sehr kleine, aber historisch bedeutende Minderheit stellen die Parsen (indische Zoroastrier) dar.

## Geschichte
Vom 8. bis zum 13. Jahrhundert wurde das Land nacheinander von drei miteinander verwandten hinduistischen Dynastien regiert: Chavda, Solanki, Vaghela. Um 1300 wurde es von den Moslems erobert, und im 15. und 16. Jh. existierte dort das Sultanat Gujarat. 1576 wurde das Sultanat von Akbar I. erobert und in das Mogulreich eingegliedert.
Nachdem sich der Bundesstaat Bombay 1956 um das gesamte Gebiet des heutigen Maharashtras vergrößerte, wurde Bombay entlang der Sprachgrenze am 1. Mai 1960 in die Bundesstaaten Gujarat und Maharashtra geteilt.

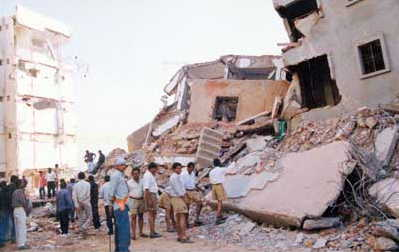
Gujarat nach dem Erdbeben von 2001

Am 26. Januar 2001 erschütterte ein Erdbeben der Stärke 7,7 die Region. Etwa 20.000 Menschen starben und 200.000 wurden verletzt. Die wirtschaftliche Entwicklung des Gebietes wurde um ein Jahrzehnt zurückgeworfen.

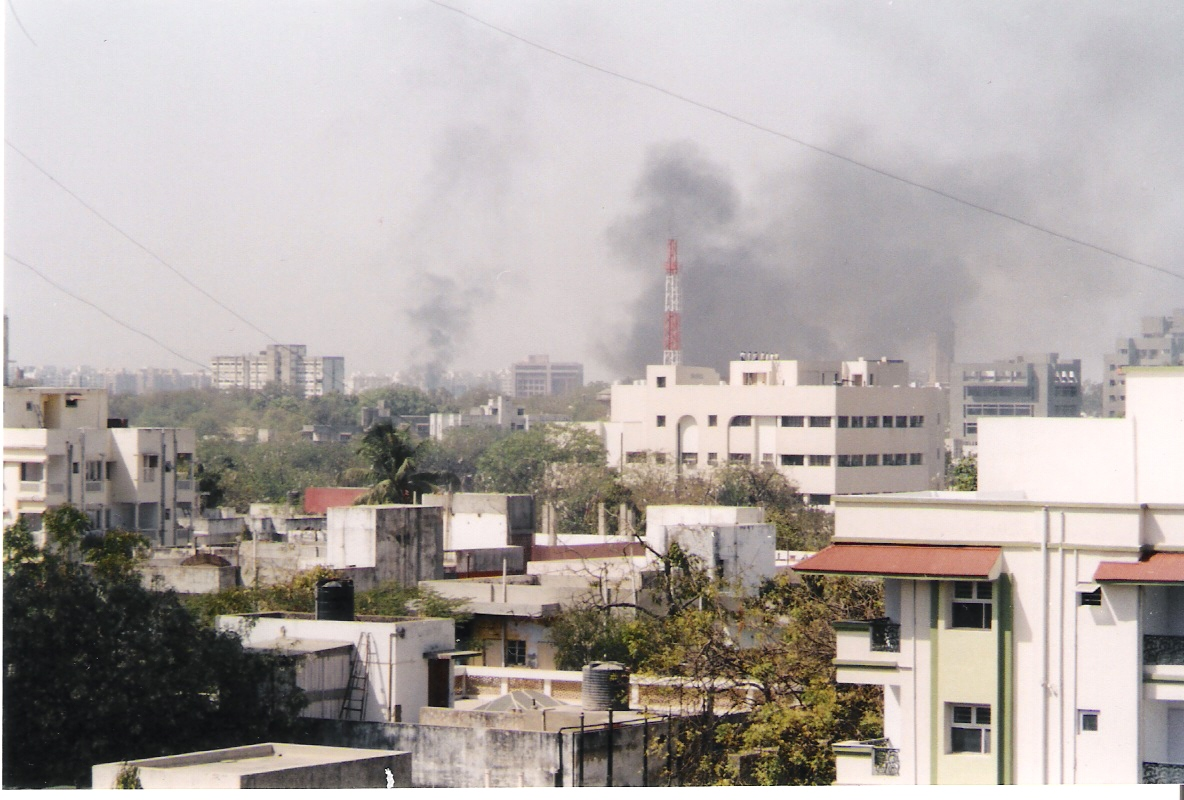
Ahmedabad, Ausschreitungen in Gujarat 2002

Am 27. Februar 2002 wurden bei einem Anschlag auf einen Zug mit hinduistischen Pilgern mindestens 57 Menschen getötet, darunter 25 Frauen und 15 Kinder. In der Folge kam es zu gewalttätigen Ausschreitungen zwischen Hindus und Moslems, bei denen nach offiziellen Schätzungen 254 Hindus und 790 Muslime getötet wurden. Die Ausschreitungen zählen zu den schlimmsten und brutalsten seit der indischen Unabhängigkeit, insbesondere Frauen wurden Opfer von Verstümmelungen, Folter und Massenvergewaltigungen.

## Politik

### Politisches System
Die Legislative Gujarats besteht aus einem Einkammernparlament, der Gujarat Legislative Assembly oder Gujarat Vidhan Sabha. Die 182 Abgeordneten des Parlaments werden alle fünf Jahre durch Direktwahl bestimmt. Das Parlament hat seit 1970 seinen Sitz in der Hauptstadt Gandhinagar, die nach der Gründung des Bundesstaates Gujarat als Planstadt angelegt wurde. Zuvor war Ahmedabad von 1960 bis 1970 Interimshauptstadt gewesen.
Der Chief Minister (Regierungschef) Gujarats, wird vom Parlament gewählt. An der Spitze des Bundesstaats steht jedoch der vom indischen Präsidenten ernannte Gouverneur (Governor). Seine Hauptaufgaben sind die Ernennung des Chief Ministers und dessen Beauftragung mit der Regierungsbildung. Seit Juli 2019 bekleidet Acharya Devvrat dieses Amt. Höchster Gerichtshof Gujarats ist der High Court of Gujarat mit Sitz in Ahmedabad.
Gujarat stellt 26 Abgeordnete in der Lok Sabha, dem Unterhaus des indischen Parlaments, und elf in der Rajya Sabha, dem indischen Oberhaus.

### Parteien
Gujarat wird bereits seit 1997 durchgängig von der hindu-nationalistischen Partei Bharatiya Janata Party (BJP) regiert. Von 2001 bis 2014 bekleidete der BJP-Politiker Narendra Modi das Amt des Chief Ministers. Modi ist wegen seiner Rolle während der schweren Unruhen zwischen Hindus und Muslimen in Gujarat, die während seiner Regierungszeit im Jahr 2002 mehr als 1000 Menschenleben forderten, umstritten, brachte es aber wegen des wirtschaftlichen Erfolgs Gujarats unter seiner Regierung zu großer Popularität. Er konnte seine Partei zu drei aufeinanderfolgenden Wahlsiegen im Bundesstaat führen und wurde nach dem Wahlsieg der BJP 2014 zum gesamtindischen Premierminister gewählt. Nach dem Aufstieg Modis zum Premierminister übernahm seine Parteikollegin Anandiben Patel das Amt des Chief Ministers von Gujarat. Sie trat jedoch Anfang August 2016 von ihrem Amt zurück (offiziell aus Altersgründen). Danach wurde ihr Parteikollege Vijay Rupani Chief Minister.
Bei der Parlamentswahl in Gujarat im Dezember 2012 gewann die BJP 115 von 182 Wahlkreisen. Als wichtigste Oppositionskraft folgte der Indische Nationalkongress (INC) mit 61 Mandaten. Die Regionalpartei Gujarat Parivartan Party (GPP), die der frühere BJP-Politiker und Chief Minister Keshubhai Patel kurz vor den Wahlen gegründet hatte, kam auf zwei Sitze. Weiterhin waren im Parlament die beiden überregionalen Parteien Nationalist Congress Party (NCP) und Janata Dal (United) (JD(U)) mit zwei bzw. einem Abgeordneten sowie ein unabhängiger Kandidat vertreten. Die folgende Wahl 2017 wurde erneut von der BJP gewonnen, mit allerdings geringerer Mehrheit als 2012. Am 11. September 2021 trat Vijay Rupani als Chief Minister zurück. Sein Nachfolger im Amt wurde Bhupendra Patel.
Bei der Parlamentswahl in Gujarat am 1. und 5. Dezember 2022 konnte die BJP ihre parlamentarische Mehrheit ausbauen und gewann mit 52,5 % der Wählerstimmen 156 der 182 Wahlkreismandate (85,7 %). Die Kongresspartei erhielt mit 27,7 % der Stimmen 17 Mandate. Als neue politische Kraft zeigte sich die „Anti-Korruptions-Partei“ Aam Aadmi Party (AAP), die bei 12,9 % Stimmenanteil fünf Wahlkreise gewann. Die Samajwadi Party (SP) gewann ein Mandat und drei Mandate gingen an parteilose Bewerber.
Bei der gesamtindischen Parlamentswahlen 2014 und 2019 konnte die BJP an ihre vorigen Erfolge in Gujarat anschließen: sie gewann in dem Bundesstaat jeweils alle 26 Wahlkreise.

## Verwaltungsgliederung

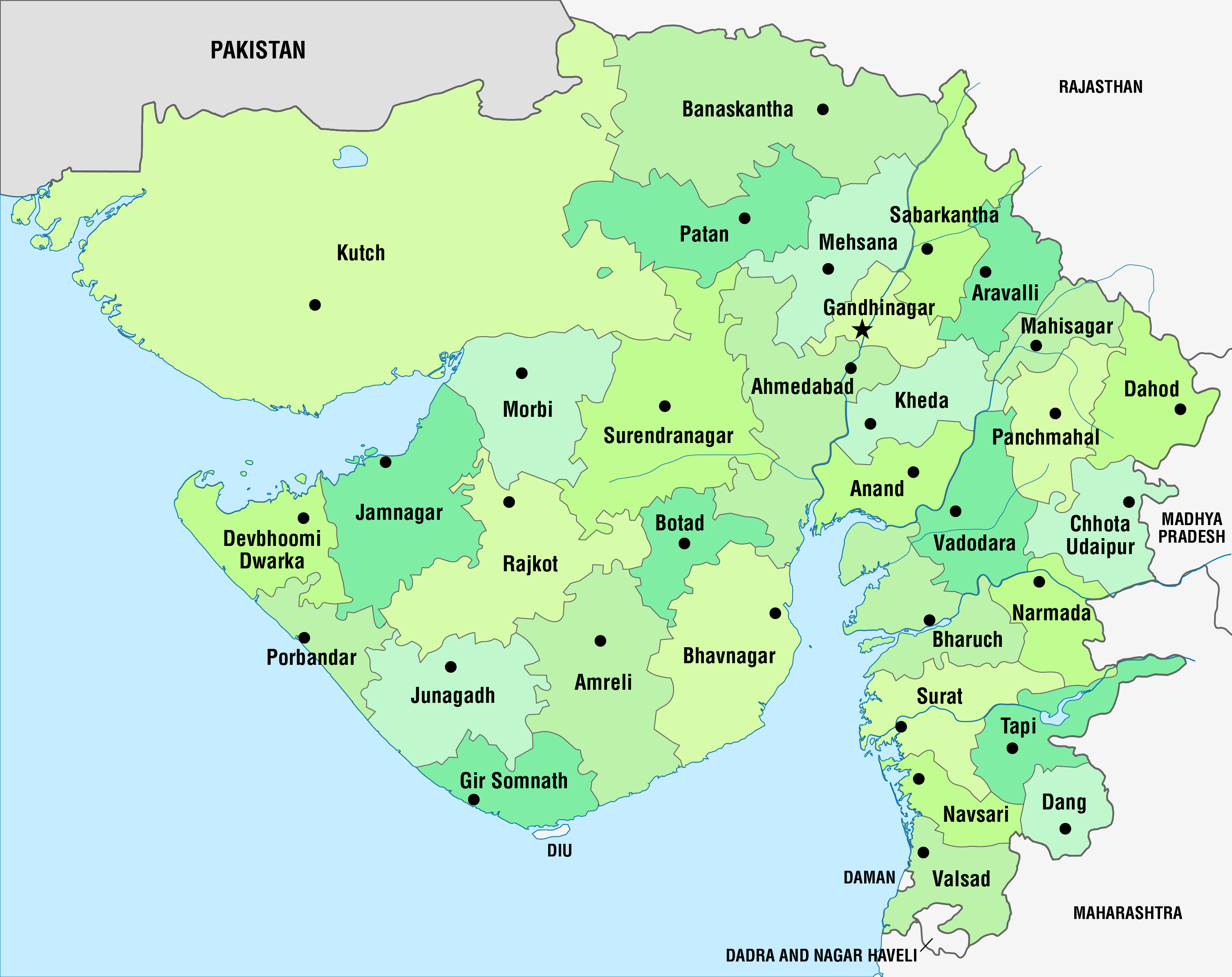
Distrikte Gujarats

### Distrikte
Der Bundesstaat Gujarat ist in folgende 33 Distrikte untergliedert (Einwohnerzahl, Fläche und Bevölkerungsdichte nach der Volkszählung 2011):
| Distrikt         | Verwaltungssitz       | Fläche (2011) | Einwohner (2011) | Bev.- dichte  |
| ---------------- | --------------------- | ------------- | ---------------- | ------------- |
| Ahmedabad        | Ahmedabad             | 8.099 km²     | 7.208.200        | 890 Ew./km²   |
| Amreli           | Amreli                | 7.383 km²     | 1.513.614        | 205 Ew./km²   |
| Anand            | Anand                 | 2.940 km²     | 2.090.276        | 711 Ew./km²   |
| Aravalli*        | Modasa                | km²           |                  | Ew./km²       |
| Banaskantha      | Palanpur              | 10.745 km²    | 3.116.045        | 290 Ew./km²   |
| Bharuch          | Bharuch               | 6.516 km²     | 1.550.822        | 238 Ew./km²   |
| Bhavnagar        | Bhavnagar             | 9.993 km²     | 2.877.961        | 288 Ew./km²   |
| Botad*           | Botad                 | km²           |                  | Ew./km²       |
| Chhota Udepur*   | Chhota Udaipur        | km²           |                  | Ew./km²       |
| Dahod            | Dahod                 | 3.654 km²     | 2.126.558        | 582 Ew./km²   |
| Dang             | Ahwa                  | 1.758 km²     | 226.769          | 129 Ew./km²   |
| Devbhumi Dwarka* | Khambhalia            | km²           |                  | Ew./km²       |
| Gandhinagar      | Gandhinagar           | 2.102 km²     | 1.387.478        | 660 Ew./km²   |
| Gir Somnath*     | Veraval               | km²           |                  | Ew./km²       |
| Jamnagar         | Jamnagar              | 14.112 km²    | 2.159.130        | 153 Ew./km²   |
| Junagadh         | Junagadh              | 8.846 km²     | 2.742.291        | 310 Ew./km²   |
| Kachchh          | Bhuj                  | 45.442 km²    | 2.090.313        | 46 Ew./km²    |
| Kheda            | Nadiad                | 4.249 km²     | 2.298.934        | 541 Ew./km²   |
| Mahisagar*       | Lunawada              | km²           |                  | Ew./km²       |
| Mehsana          | Mehsana               | 4.389 km²     | 2.027.727        | 462 Ew./km²   |
| Morbi*           | Morbi                 | km²           |                  | Ew./km²       |
| Narmada          | Rajpipla              | 2.759 km²     | 590.379          | 214 Ew./km²   |
| Navsari          | Navsari               | 2.210 km²     | 1.330.711        | 602 Ew./km²   |
| Panchmahal       | Godhra                | 5.215 km²     | 2.388.267        | 458 Ew./km²   |
| Patan            | Patan                 | 5.738 km²     | 1.342.746        | 234 Ew./km²   |
| Porbandar        | Porbandar             | 2.298 km²     | 586.062          | 255 Ew./km²   |
| Rajkot           | Rajkot                | 11.209 km²    | 3.799.770        | 339 Ew./km²   |
| Sabarkantha      | Himatnagar            | 7.400 km²     | 2.427.346        | 328 Ew./km²   |
| Surat            | Surat                 | 4.418 km²     | 6.079.231        | 1.376 Ew./km² |
| Surendranagar    | Surendranagar Dudhrej | 10.514 km²    | 1.755.873        | 167 Ew./km²   |
| Tapi             | Vyara                 | 3.239 km²     | 806.489          | 249 Ew./km²   |
| Vadodara         | Vadodara              | 7.546 km²     | 4.157.568        | 551 Ew./km²   |
| Valsad           | Valsad                | 3.036 km²     | 1.703.068        | 561 Ew./km²   |

*: nach 2011 gegründete Distrikte

### Entwicklung der Distrikteinteilung
Während des Bestehens von Gujarat vergrößerte sich die Anzahl der Distrikte von anfänglich 17 auf 33.
- 1964: Bildung des Distrikts Gandhinagar aus Teilen der Distrikte Ahmedabad und Mehsana
- 1966: Bildung des Distrikts Valsad aus Teilen des Distrikts Surat
- 2. Oktober 1997:
  - Bildung des Distrikts Anand aus Teilen des Distrikts Kheda
  - Bildung des Distrikts Dahod aus Teilen des Distrikts Panchmahal
  - Bildung des Distrikts Narmada aus Teilen der Distrikte Bharuch und Vadodara
  - Bildung des Distrikts Navsari aus Teilen des Distrikts Valsad
  - Bildung des Distrikts Porbandar aus Teilen des Distrikts Junagadh
- 2000: Bildung des Distrikts Patan aus Teilen der Distrikte Banaskantha und Mehsana
- 2. Oktober 2007: Bildung des Distrikts Tapi aus Teilen des Distrikts Surat
- 15. August 2013:[18]
  - Bildung des Distrikts Aravalli aus Teilen des Distrikts Sabarkantha
  - Bildung des Distrikts Botad aus Teilen der Distrikte Ahmedabad und Bhavnagar
  - Bildung des Distrikts Chhota Udepur aus Teilen des Distrikts Vadodara
  - Bildung des Distrikts Devbhumi Dwarka aus Teilen des Distrikts Jamnagar
  - Bildung des Distrikts Mahisagar aus Teilen der Distrikte Kheda und Panchmahal
  - Bildung des Distrikts Morbi aus Teilen der Distrikte Rajkot, Surendranagar und Jamnagar
  - Bildung des Distrikts Gir Somnath aus Teilen des Distrikts Junagadh

## Wirtschaft
Mit einem Pro-Kopf Bruttoinlandsprodukt von 106.831 Rupien (2.337 US-Dollar) im Jahre 2015 lag Gujarat auf Platz 6 von 29 indischen Bundesstaaten. Über den Hafen von Mundra wurde 2023/2024 fast ein Drittel der Indischen Exporte abgewickelt. Die Entwicklungsindikatoren des Staates liegen in der Regel über dem indischen Durchschnitt. Der Staat ist ein Schwerpunkt für westliche Direktinvestitionen in High-Tech-Industrien.
Mit einem Wert von 0,651 erreicht Gujarat 2015 den 16. Platz unter den 29 Bundesstaaten Indiens im Index der menschlichen Entwicklung. Der indische Durchschnittswert liegt bei 0,624.

### Erneuerbare Energien

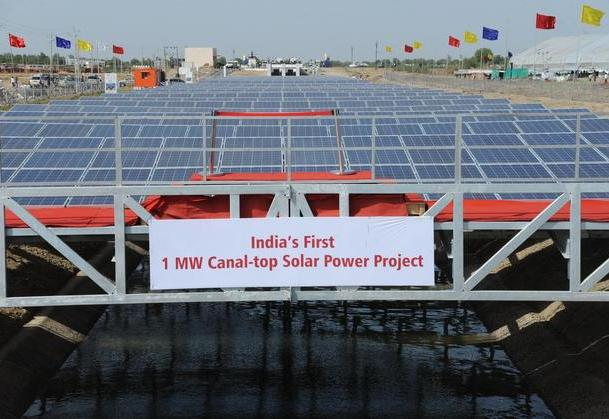
Kanal-Solarstrom-Projekt mit einem Kanal in Kadi, der mit Photovoltaikmodulen abgedeckt ist

In Gujarat gibt es ca. 458 km offene Hauptkanäle. Inklusive aller Seitenarme beläuft sich die Kanallänge aktuell auf 19.000 km. Nach Fertigstellung des SSNNL-Kanalnetzes wird dieses ca. 85.000 km umfassen. Einige offene Kanäle für die Trinkwasserversorgung wurden in einem Pilotprojekt mit Solarmodulen überdeckt. Der indische Bundesminister für erneuerbare Energien, Farooq Abdullah unterstützte das innovative Projekt in der Presse.
Das größere Dorf Modhera im Distrikt Mehsana wurde bis 2022 in einem Modellprojekt zum ersten rein durch Sonnenenergie versorgten Dorf Indiens ausgebaut.